# Lauderdale County, Tennessee
Lauderdale County är ett administrativt område i delstaten Tennessee, USA, med 27 815 invånare. Den administrativa huvudorten (county seat) är Ripley.

## Geografi
Enligt United States Census Bureau har countyt en total area på 1 313 km². 1 218 km² av den arean är land och 95 km² är vatten.  

### Angränsande countyn
- Dyer County - nord
- Crockett County - öst
- Haywood County - sydost
- Tipton County - syd
- Mississippi County, Arkansas - väst